# National Association 1875
National Association of Professional Base Ball Players 1875 var den femte og sidste sæson i baseballligaen National Association of Professional Base Ball Players. Tretten hold deltog i ligaen, som for fjerde gang i træk blev vundet af Boston Red Stockins.

## Resultater
| Plac. | Hold                         | Kampe | Vundne | Tabte | Proc.  |
| ----- | ---------------------------- | ----- | ------ | ----- | ------ |
| 1.    | Boston Red Stockings         | 79    | 71     | 8     | 89,9 % |
| 2.    | Hartford Dark Blues          | 82    | 54     | 28    | 65,9 % |
| 3.    | Philiadelphia Athletics      | 73    | 53     | 20    | 72,6 % |
| 4.    | St. Louis Brown Stockings    | 68    | 39     | 29    | 57,4 % |
| 5.    | Philadelphia White Stockings | 68    | 37     | 31    | 54,4 % |
| 6.    | Chicago White Stockings      | 67    | 30     | 37    | 44,8 % |
| 7.    | New York Mutuals             | 68    | 30     | 38    | 44,1 % |
| 8.    | New Haven Elm Citys          | 47    | 7      | 40    | 14,9 % |
| 9.    | Washington Nationals         | 27    | 4      | 23    | 14,8 % |
| 10.   | St. Louis Red Stockings      | 18    | 4      | 14    | 22,2 % |
| 11.   | Philadelphia Centennials     | 14    | 2      | 12    | 14,3 % |
| 12.   | Brooklyn Atlantics           | 44    | 2      | 42    | 04,5 % |
| 13.   | Keokuk Westerns              | 13    | 1      | 12    | 07,7 % |